# Віржині Дідьє
Віржині Дідьє (фр. Virginie Dedieu, 25 лютого 1979) — французька синхронна плавчиня.
Призерка Олімпійських Ігор 2000 року, учасниця 1996, 2004 років.
Чемпіонка світу з водних видів спорту 2003, 2005, 2007 років, призерка 1998, 2001 років.
Чемпіонка Європи з водних видів спорту 2002, 2004 років, призерка 1997, 1999, 2000 років.